# Horní Police (zámek)
Zámek Horní Police byl postaven v 17. století a zachoval se v obci Horní Police na Českolipsku dodnes. Od České Lípy je vzdálen 9 km západně. Zámek, přilehlé budovy i park u něj jsou chráněny jako kulturní památka.

## Historie
Obec Horní Police poutním místem, kde byl v 17. století vybudován poutní areál. Nedaleko kostela stojícího na druhém břehu Ploučnice stával starý dvorec, který majitel panství Zákupy i s Horní Policí, saský vévoda Julius František, nechal přestavět do podoby jednopatrového zámku v raně barokním slohu. Když vévoda roku 1689 zemřel, správy panství se ujala na 52 let jeho dcera, toskánská velkovévodkyně Anna Marie Františka. Ta sídlila v 20 km vzdálených Zákupech, ale zasloužila se také o rozvoj obce Horní Police včetně zámku, k němuž nechala vybudovat druhé patro. 
Většinu stavitelských prací v obci i na zámku prováděli otec a syn Broggiové z Litoměřic v letech 1684 až 1723. Zámek pak sloužil pro potřeby panských úředníků i pro ubytování duchovenstva při církevních slavnostech. Později zde byl postaven i zámecký pivovar s dodnes zachovalými sklepy a krátce zde fungoval jezuitský seminář. Později se panství dostalo do majetku císařské rodiny Habsburků.
Po vzniku Československa v roce 1918 bylo panství Habsburkům zkonfiskováno ve prospěch státu. Areál byl předán Státním lesům se sídlem v Zákupech. Po skončení druhé světové války byl zámecký areál využit jako sklad nábytku a od roku 1949 JZD Horní Police jako hospodářská i správní budova. 
Během 40 lete komunistického hospodaření zámek zchátral. Po Sametové revoluci, převzala v roce 1991 zámek obec, opravila fasády a část prostor upravila jako galerii. Jsou zde i příležitostné výstavky a akce pro veřejnost.

## Poloha a přístup

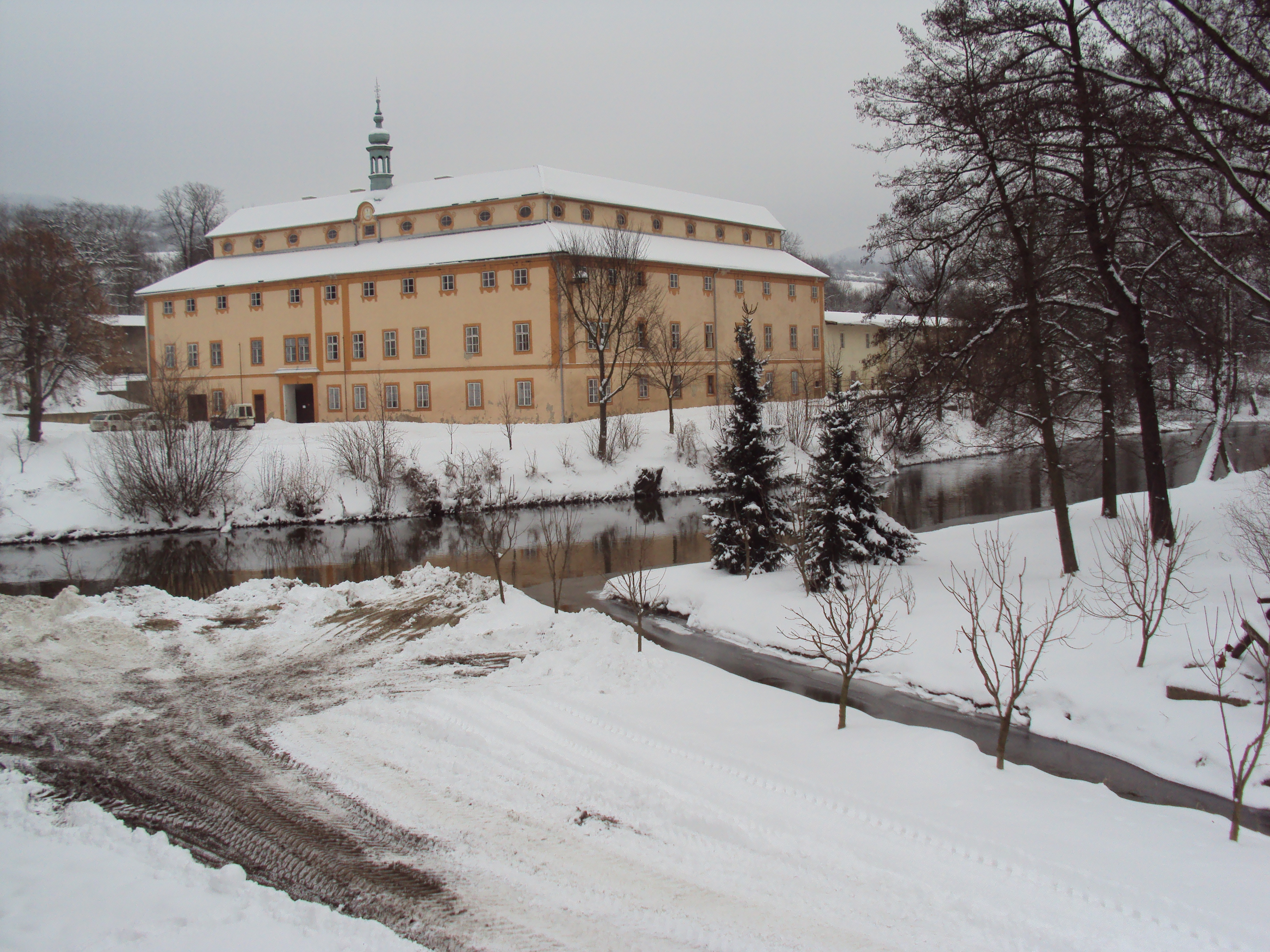
Zámek v zimním období

Zámek se nachází uprostřed obce nad řekou Ploučnicí. Několik desítek metrů od něj vede silnice II/262, zde pojmenována ulicí 9. května, s možným odbočením aut na parkoviště před zámkem i přístupem chodců. Blízko je zastávka meziměstských autobusových linek z České Lípy na Děčín. Zhruba 1 km jižně je zastávka vlaku na trati 086 vedené mezi oběma městy, souběžně se silnicí i Ploučnicí.